# Jacqueline Vaudecrane
Pour les articles homonymes, voir Vaudecrane.
Jacqueline Vaudecrane, née le 22 novembre 1913 à Paris et morte le 27 février 2018 à Uzès, est une patineuse artistique et entraîneuse française.
Elle est surnommée la « grande dame du patinage français ».

## Biographie

### Carrière sportive
Jacqueline Vaudecrane a découvert le patinage dès l'âge de 7 ans au Palais de Glace des Champs-Élysées à Paris. La passion s'est vite emparée d'elle. Elle côtoya le couple de patineurs français mythique de l'époque, Andrée Joly et Pierre Brunet, ainsi que la patineuse qui fut l'un de ses modèles, la sextuple championne de France Gaby Barbey. 
Elle fut trois fois consécutivement championne de France en 1937, 1938 et 1939. En 1937, elle réussit pour la première fois à battre son aînée Gaby Clericetti. Elle participa aussi à deux championnats du monde (1936 à Paris et 1939 à Prague) et trois championnats d'Europe (1932 à Paris, 1936 à Berlin et 1938 à Saint-Moritz), sans toutefois obtenir de médaille. 
Avec la seconde guerre mondiale qui commence, les compétitions nationales et internationales de patinage artistique s'arrêtent. Elle ne pourra jamais participer aux Jeux Olympiques. Jacqueline Vaudecrane va alors devenir entraîneuse.

### Reconversion
Jacqueline Vaudecrane sera entraîneuse à la patinoire fédérale de Boulogne-Billancourt ou à Molitor. Elle devient Monitrice nationale pour le patinage et s'occupe de l'entraînement des champions et de l'éducation des espoirs. Ses objectifs sont de découvrir les jeunes, faire du patinage un sport populaire, et donner à la France une équipe de patineuses et de patineurs capables de rivaliser aux compétitions internationales. Elle réussira parfaitement ce dernier objectif en travaillant notamment avec des champions tels que Denise Gaudin & Jacques Favart, Jacqueline du Bief, Christiane Elien & Jean-Paul Guhel, Alain Giletti, Alain Calmat, Robert Dureville et Patrick Péra. 
Lorsque Alain Calmat devient ministre des sports en 1984, il lui décerna la Légion d'honneur pour son apostolat sportif.
Elle meurt le 27 février 2018 à Uzès dans le Gard à l'âge de 104 ans. Une bénédiction est donnée à sa mémoire le 1er mars en l’église de Saint-Quentin-la-Poterie à 5 km d'Uzès.

## Palmarès
| Compétition             | 1931 | 1932 | 1933 | 1934 | 1935 | 1936 | 1937 | 1938 | 1939 |  |  |  |  |  |  |
| Jeux olympiques d'hiver |      |      |      |      |      |      |      |      |      |  |  |  |  |  |  |
| Championnats du monde   |      |      |      |      |      | 15e  |      |      | 14e  |  |  |  |  |  |  |
| Championnats d’Europe   |      | 10e  |      |      |      | 16e  |      | 16e  |      |  |  |  |  |  |  |
| Championnats de France  | 3e   | 2e   | 2e   | 3e   | 2e   | 2e   | 1re  | 1re  | 1re  |  |  |  |  |  |  |
|                         |      |      |      |      |      |      |      |      |      |  |  |  |  |  |  |

### Reportage
- [vidéo] « Patinage : Madame Vaudecrane et ses élèves », 1er janvier 1941, 1 ' 04 min, INA (consulté le 16 mai 2021)